# Genneteil
Genneteil est une ancienne commune française située dans le département de Maine-et-Loire, en région Pays de la Loire. Le 15 décembre 2016, la commune devient une commune déléguée au sein de la commune nouvelle de Noyant-Villages.
Cette ancienne commune rurale se situe dans le Baugeois, au nord des villes de Baugé et de Noyant, en bordure du département de la Sarthe.

## Géographie

### Localisation
Ce village angevin de l'ouest de la France se situe dans l'est du Baugeois, au nord-ouest de Noyant, sur les routes D138 (est ouest) et D198 (nord sud). Baugé se trouve à 13 km et Saumur à 38 km,. Son territoire est essentiellement rural.
Le Baugeois est la partie nord-est du département de Maine-et-Loire. Elle est délimitée au sud par la vallée de l'Authion et celle de la Loire, et à l'ouest par la vallée de la Sarthe.

### Aux alentours
Les communes les plus proches sont Savigné-sous-le-Lude (3 km), Chigné (3 km), Chavaignes (6 km), Lasse (7 km), Vaulandry (7 km), Auverse (8 km), Dissé-sous-le-Lude (8 km), Pontigné (8 km), Broc (9 km) et Dénezé-sous-le-Lude (10 km).

### Géologie et relief
L'altitude de la commune varie de 40 à 89 mètres, et son territoire s'étend sur près de 36 km2 (3 595 hectares).
Genneteil se situe sur l'unité paysagère du Plateau du Baugeois. Le relief du Baugeois est principalement constitué d'un plateau, aux terrains sablonneux, siliceux ou calcaires, caractérisés par de larges affleurements sédimentaires, crétacés, sables et calcaires aux teintes claires.
Une partie de la commune est classée en zone naturelle d'intérêt écologique, floristique et faunistique (ZNIEFF), pour les zones Le Perchard, bois des Bellangères, prairies humides du ruisseau du Gué-de-Bré, vallée des Cartes et de la Vesotière, bois Lanfray, bois de Parnay, massif du Gaffard et bois de la Roltière, et pour la vallée du Loir de Pont-de-Braye à Bazouges-sur-Loir.

### Climat
Le climat angevin est tempéré, de type océanique. Il est particulièrement doux, compte tenu de sa situation entre les influences océaniques et continentales. Généralement les hivers sont pluvieux, les gelées rares et les étés ensoleillés. Le climat du Baugeois est plus continental : plus sec et chaud l'été.

## Urbanisme
Morphologie urbaine : Le village s'inscrit dans un territoire essentiellement rural.
En 2009 on trouve 200 logements sur la commune de Genneteil, dont 82 % sont des résidences principales, pour une moyenne sur le département de 91 %, et dont 75 % des ménages en sont propriétaires. En 2012, on y trouve 204 logements, dont 76 % sont des résidences principales, pour une moyenne sur le département de 90 %, et dont 81 % des ménages en sont propriétaires.

## Toponymie
Formes anciennes du nom : Villa Genestolalus en 774, Villa Geneforgallus en 862, Villa Genestolius en 903-919, Villa Genestogalus en 904 et 931, Genestail en 1501, Genneteil ou Geneteil aux XVIIIe et XIXe siècles, pour devenir ensuite définitivement Genneteil.
Origine du nom : Genneteil, la « clairière aux genêts », du latin genesta (genêt) suivi du suffixe gaulois -ialo (clairière), la clairière.
Nom des habitants : Les Genneteillais.

## Histoire

### Moyen Âge
À l'époque des carolingiens, Genneteil appartient au chapitre St-Martin-de-Tours, prévôté d'Anjou.
Au XIe siècle, sous Foulques Nerra, le Comté d'Anjou s'étend au nord jusqu'à Genneteil.
Au début du XIIIe siècle, Guillaume des Roches est un des plus grands barons d'Anjou et du Maine, avec notamment les fiefs de Briollay et de Genneteil.

### Ancien Régime
Sous l'Ancien Régime, Genneteil dépend de la sénéchaussée angevine de Baugé, du diocèse d'Angers et de l'archiprêtré du Lude.

### Époque contemporaine
À la réorganisation administrative qui suit la Révolution, la municipamité est chef-lieu de canton en 1790, puis rattachée au canton de Noyant. Il est intégré au district de Baugé, puis en 1800 à l'arrondissement de Baugé, et à sa disparition en 1926, à l'arrondissement de Saumur.
Un rapprochement intervient en 2016. Le 15 décembre, les communes de Auverse, Broc, Breil, Chalonnes-sous-le-Lude, Chavaignes, Chigné, Dénezé-sous-le-Lude, Genneteil, Lasse, Linières-Bouton, Meigné-le-Vicomte, Méon, Noyant et Parçay-les-Pins, s'associent pour former la commune nouvelle de Noyant-Villages. Genneteil en devient une commune déléguée.

## Politique et administration

### Administration municipale

#### Administration actuelle
Depuis le 15 décembre 2016, Genneteil constitue une commune déléguée au sein de la commune nouvelle de Noyant-Villages et dispose d'un maire délégué.
| Période                                  | Période  | Identité        | Étiquette | Qualité |
| ---------------------------------------- | -------- | --------------- | --------- | ------- |
| décembre 2016                            | mai 2020 | Marcel Lebouc   |           |         |
| mai 2020                                 | en cours | Benoit Mussault |           |         |
| Les données manquantes sont à compléter. |          |                 |           |         |

#### Administration ancienne
La commune est créée à la Révolution. Municipalité en 1790. Le conseil municipal est composé de 11 élus.
| Période                                  | Période       | Identité                | Étiquette | Qualité |
| ---------------------------------------- | ------------- | ----------------------- | --------- | ------- |
| 1792                                     |               | Julien Lebouc           |           |         |
| an XIII                                  |               | Louis Baudry            |           |         |
| 1815                                     |               | Michel Hervé            |           |         |
| 1831                                     |               | L. Baudry               |           |         |
| 1843                                     |               | J. Baudry               |           |         |
| 1847                                     |               | Adolphe-François Baudry |           |         |
| 1852                                     |               | Jacques Chardon         |           |         |
| 1860                                     |               | Alfred Langlois         |           |         |
| 1881                                     |               | Baptiste Bineteau       |           |         |
| 1896                                     |               | Jules Rabouin           |           |         |
| 1912                                     |               | Victor Freslon          |           |         |
| 1919                                     |               | Auguste Grignard        |           |         |
| 1925                                     |               | Baptiste Grignard       |           |         |
| 1935                                     |               | Raymond Coudérat        |           |         |
| mai 1945                                 |               | Alphonse Chevallier     |           |         |
| mai 1953                                 |               | Henri Lemonnier         |           |         |
| mars 1959                                |               | Georges Deslandes       |           |         |
| mars 2001                                | mars 2014     | Michel Mussault         |           |         |
| mars 2014                                | décembre 2016 | Marcel Lebouc           |           |         |
| Les données manquantes sont à compléter. |               |                         |           |         |

### Jumelages
La commune ne comporte pas de jumelage.

### Ancienne situation administrative

#### Intercommunalité
La commune fait partie jusqu'en 2016 de la communauté de communes canton de Noyant. Créée en 2000, cette structure intercommunale regroupe les quinze communes du canton, dont Chavaignes, Chigné, et Lasse,. L'intercommunalité est dissoute le 15 décembre 2016.
La communauté de communes est alors membre du Pays des Vallées d'Anjou, structure administrative d'aménagement du territoire, comprenant six communautés de communes : Beaufort-en-Anjou, Canton de Baugé, Canton de Noyant, Loir-et-Sarthe, Loire Longué et Portes-de-l'Anjou.
La commune fait également partie du SICTOD Nord Est Anjou, membre du SIVERT, syndicat intercommunal de valorisation et de recyclage thermique des déchets de l'Est Anjou qui se trouve à Lasse, et du SIVU AEP de la région de Noyant pour le traitement de l'eau potable.

#### Autres circonscriptions
Jusqu'en 2014, Genneteil fait partie du canton de Noyant et de l'arrondissement de Saumur. Ce canton compte alors les quinze mêmes communes que celles de la communauté de communes. Dans le cadre de la réforme territoriale, un nouveau découpage territorial pour le département de Maine-et-Loire est défini par le décret du 26 février 2014. La commune est alors rattachée au canton de Beaufort-en-Vallée, avec une entrée en vigueur au renouvellement des assemblées départementales de 2015.
La commune est dans la troisième circonscription de Maine-et-Loire, composée de huit cantons, dont Baugé et Longué-Jumelles. Cette circonscription de Maine-et-Loire est l'une des sept circonscriptions législatives que compte le département.

## Population et société

### Démographie

#### Évolution démographique
L'évolution du nombre d'habitants est connue à travers les recensements de la population effectués dans la commune depuis 1793. À partir du 1er janvier 2009, les populations légales des communes sont publiées annuellement dans le cadre d'un recensement qui repose désormais sur une collecte d'information annuelle, concernant successivement tous les territoires communaux au cours d'une période de cinq ans. 
Pour les communes de moins de 10 000 habitants, une enquête de recensement portant sur toute la population est réalisée tous les cinq ans, les populations légales des années intermédiaires étant quant à elles estimées par interpolation ou extrapolation. Pour la commune, le premier recensement exhaustif entrant dans le cadre du nouveau dispositif a été réalisé en 2007,.
En 2014, la commune comptait 333 habitants, en évolution de −5,93 % par rapport à 2009 (Maine-et-Loire : +3,3 %, France hors Mayotte : +2,49 %).
| 1793 | 1800 | 1806 | 1821 | 1831  | 1836 | 1841 | 1846 | 1851 |
| ---- | ---- | ---- | ---- | ----- | ---- | ---- | ---- | ---- |
| 797  | 446  | 912  | 882  | 1 018 | 918  | 876  | 893  | 835  |

| 1856 | 1861 | 1866 | 1872 | 1876 | 1881 | 1886 | 1891 | 1896 |
| ---- | ---- | ---- | ---- | ---- | ---- | ---- | ---- | ---- |
| 811  | 820  | 857  | 880  | 861  | 830  | 784  | 794  | 823  |

| 1901 | 1906 | 1911 | 1921 | 1926 | 1931 | 1936 | 1946 | 1954 |
| ---- | ---- | ---- | ---- | ---- | ---- | ---- | ---- | ---- |
| 809  | 788  | 776  | 692  | 703  | 724  | 666  | 650  | 623  |

| 1962 | 1968 | 1975 | 1982 | 1990 | 1999 | 2007 | 2012 | 2014 |
| ---- | ---- | ---- | ---- | ---- | ---- | ---- | ---- | ---- |
| 577  | 516  | 412  | 375  | 342  | 294  | 346  | 335  | 333  |

#### Pyramide des âges
La population de la commune est relativement âgée. Le taux de personnes d'un âge supérieur à 60 ans (30,3 %) est en effet supérieur au taux national (21,6 %) et au taux départemental (21 %). À l'instar des répartitions nationale et départementale, la population féminine de la commune est supérieure à la population masculine. Le taux (50,9 %) est du même ordre de grandeur que le taux national (51,6 %).
| Hommes | Classe d’âge | Femmes |
| ------ | ------------ | ------ |
| 1,2    | 90 ans ou +  | 0,6    |
| 14,7   | 75 à 89 ans  | 16,5   |
| 13,5   | 60 à 74 ans  | 14,2   |
| 21,2   | 45 à 59 ans  | 22,2   |
| 21,8   | 30 à 44 ans  | 15,9   |
| 10,0   | 15 à 29 ans  | 15,3   |
| 17,6   | 0 à 14 ans   | 15,3   |

| Hommes | Classe d’âge | Femmes |
| ------ | ------------ | ------ |
| 0,4    | 90 ans ou +  | 1,2    |
| 6,3    | 75 à 89 ans  | 9,2    |
| 11,8   | 60 à 74 ans  | 13,0   |
| 19,9   | 45 à 59 ans  | 19,4   |
| 20,6   | 30 à 44 ans  | 19,5   |
| 20,3   | 15 à 29 ans  | 19,1   |
| 20,6   | 0 à 14 ans   | 18,6   |

### Vie locale
Services publics présents dans la commune : mairie, école élémentaire (RPI), poste. Les autres services publics se trouvent à Noyant.
L'hôpital local le plus proche se trouve à Baugé (95 places) ainsi que plusieurs maisons de retraite.
La collecte des déchets ménagers (tri sélectif) est organisée par la Communauté de Communes du canton de Noyant.

## Économie

### Tissu économique
Commune principalement agricole, en 2009, sur les 47 établissements présents dans la commune, 62 % relèvent du secteur de l'agriculture (pour 18 % sur le département). L'année suivante, en 2010, sur 46 établissements présents dans la commune, 61 % relèvent du secteur de l'agriculture (pour une moyenne de 17 % sur le département), 2 % du secteur de l'industrie, 2 % du secteur de la construction, 28 % de celui du commerce et des services et 7 % du secteur de l'administration et de la santé.
Sur 48 établissements présents dans la commune à la fin de l'année 2013, 46 % relèvent du secteur de l'agriculture (pour une moyenne de 12 % sur le département), 4 % du secteur de l'industrie, 2 % du secteur de la construction, 42 % de celui du commerce et des services et 6 % du secteur de l'administration et de la santé.

### Agriculture
Liste des appellations présentes sur le territoire sur le territoire :
- IGP Bœuf du Maine, IGP Porc de la Sarthe, IGP Volailles de Loué, IGP Volailles du Maine, IGP Œufs de Loué,
- IGP Cidre de Bretagne ou Cidre breton.

## Culture locale et patrimoine

### Lieux et monuments

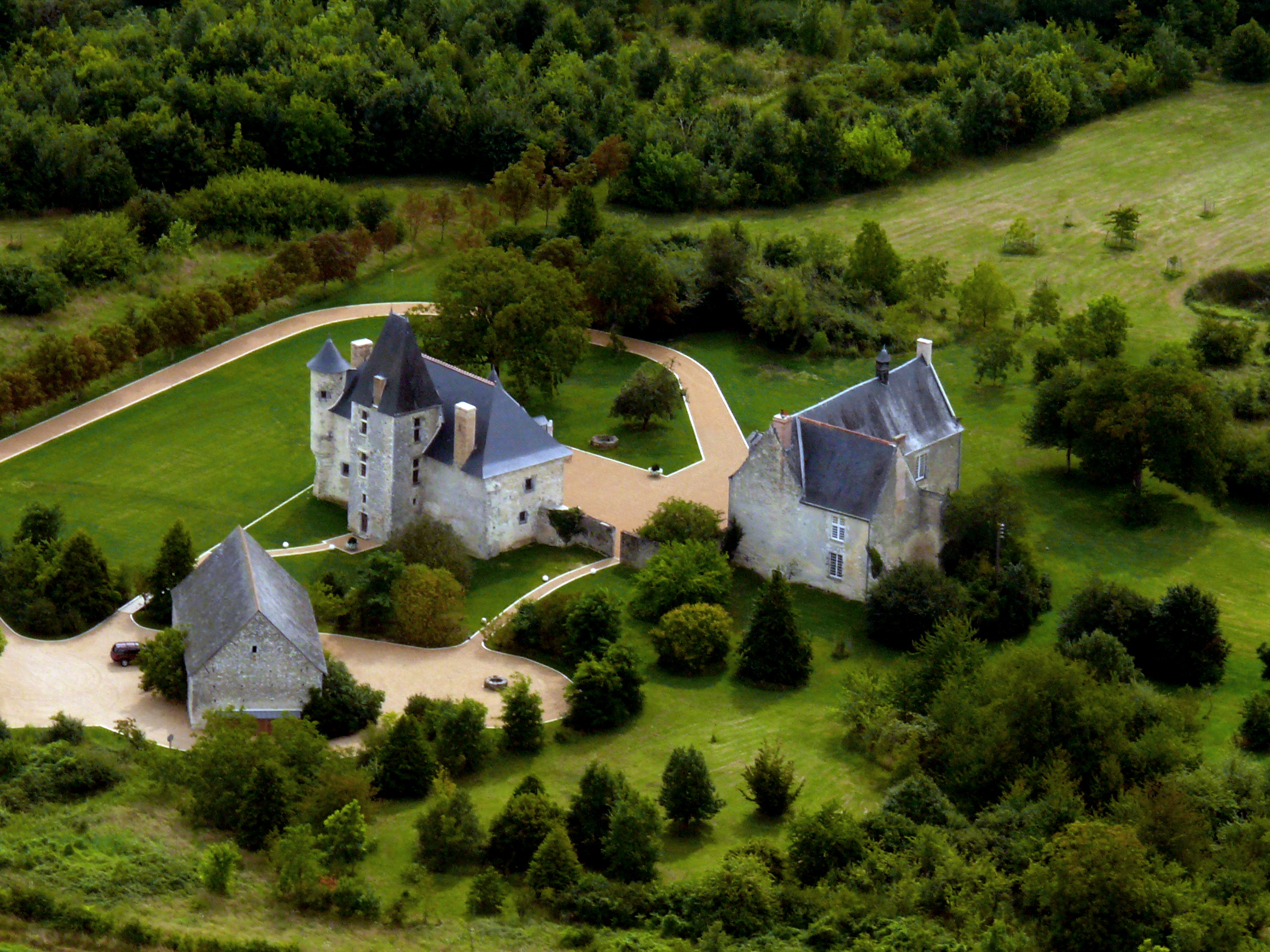
Breil de Foin - Vue aérienne.

Bâtiments inscrits aux monuments historiques :
- Église Saint-Martin, des XIe XIIe XIIIe et XVIIIe siècles, Monument historique classé par arrêté du 13 novembre 1969 (PA00109128)[36].
L'église Saint-Martin-de-Tours, de style roman, possède de très beaux murs de tuffeau ainsi que des fresques murales (XIIe et XVIIe siècles). C'est également la plus ancienne et la plus grande du canton. Elle possède une immense nef d'un seul tenant, dépouillée de toute colonne, qui est couverte d'une voûte en berceau lambrisée. Le sanctuaire conserve de petites fenêtres romanes et un portail à triple archivolte[37].
- Manoir de Breil de Foin, des XVe et XVIIe siècles, Monument historique inscrit par arrêté du 4 mai 1984 (PA00109129)[38].
La commune comporte également plusieurs châteaux tel que l'ancien du Breil-De-Foin (signifiant « Le Bois de la Frontière ») datant des XIe et XVe siècles.
Le nouveau château de la Breil-de-Foin date des XVIe et XVIIe siècles. Il comporte un grand escalier en bois datant du XVIIe siècle (1730)[37].

Et autres ouvrages inscrits à l'inventaire général du patrimoine culturel :
- Château la Pasnière, du XIXe siècle.
- Château de Parnay, du XIXe siècle.
Le château de Parnay, datant du XIXe siècle, est entièrement construit en tuffeau. Il a été édifié sur commande de M. Virmont, un officier russe demeurant en France après l'occupation de 1815. Ce château est du style de l'époque avec une forte inspiration Renaissance. Il est agrémenté d'un relais de Poste, dit de la Croix-de-Paranay, qui fut très fréquenté jusqu'à la fin XIXe siècle[37].
- Château le Vieux Parnay, des XVIe et XVIIe siècles, dont il ne subsiste qu'un seul bâtiment (grange).
- Croix de chemin, lieu-dit la Croix-Chouannière, du XVIIe siècle.
- Maison du Mesurage, rue du Mesurage (bourg), des XVIe siècle et XVIIIe siècles.
- Plusieurs maisons et fermes des XVe XVIe XVIIe et XVIIIe siècles.
La commune comporte notamment une maison (7 rue des Écoles) du XVe siècle construite en moellon enduit et en tuffeau. Elle est restaurée par la municipalité[37].
- Manoir les Mortiers, des XVIe XVIIe et XVIIIe siècles.
Le manoir des mortiers, datant du XVe siècle, est très significatif des logis construits après la fin de la guerre de Cent Ans par les petits hobereaux[Note 2] locaux[37].
- Plusieurs moulins, dont des XVIIe siècle et XVIIIe siècles.
- Presbytère dit la Cure, école, du XVe siècle.

### Personnalités liées à la commune
Guillaume des Roches (1165 ou 1170 - 1222), sénéchal d'Anjou de 1199 à 1222, baron de Genneteil.

## Pour approfondir